# Diócesis de Catanduva
La diócesis de Catanduva (en latín: Dioecesis Catanduvensis y en portugués: Diocese de Catanduva) es una circunscripción eclesiástica de la Iglesia católica en Brasil. Se trata de una diócesis latina, sufragánea de la arquidiócesis de São José do Rio Preto. Desde el 4 de enero de 2024 su obispo es José Benedito Cardoso.

## Territorio y organización
La diócesis tiene 4601 km² y extiende su jurisdicción sobre los fieles católicos de rito latino residentes en 17 municipios del estado de São Paulo: Catanduva, Ariranha, Catiguá, Elisiário, Ibirá, Irapuã, Itajobi, Marapoama, Novais, Novo Horizonte, Palmares Paulista, Paraíso, Pindorama, Sales, Santa Adélia, Tabapuã y Urupês.
La sede de la diócesis se encuentra en la ciudad de Catanduva, en donde se halla la Catedral de Nuestra Señora Aparecida.
En 2023 en la diócesis existían 34 parroquias agrupadas en 4 regiones pastorales.

## Historia
La diócesis fue erigida el 9 de febrero de 2000 mediante la bula Venerabiles Fratres del papa Juan Pablo II, obteniendo el territorio de las diócesis de Jaboticabal, Rio Preto (hoy arquidiócesis de São José do Rio Preto) y São Carlos.
Hasta entonces sufragánea de la arquidiócesis de Ribeirão Preto, el 22 de mayo de 2025 el papa León XIV la transfirió a la nueva provincia eclesiástica de la arquidiócesis de São José do Rio Preto.

## Estadísticas
Según el Anuario Pontificio 2024 la diócesis tenía a fines de 2023 un total de 218 000 fieles bautizados.
| Año                                                                             | Población            | Población | Población      | Sacerdotes | Sacerdotes    | Sacerdotes    | Bautizados por sacerdote | Diáconos permanentes | Religiosos | Religiosos | Parroquias |
| Año                                                                             | Bautizados católicos | Total     | % de católicos | Total      | Clero secular | Clero regular | Bautizados por sacerdote | Diáconos permanentes | Varones    | Mujeres    | Parroquias |
| ------------------------------------------------------------------------------- | -------------------- | --------- | -------------- | ---------- | ------------- | ------------- | ------------------------ | -------------------- | ---------- | ---------- | ---------- |
| 2000                                                                            | 178 000              | 200 800   | 88.6           | 30         | 20            | 10            | 5933                     |                      | 10         | 35         | 26         |
| 2001                                                                            | 186 491              | 257 885   | 72.3           | 32         | 24            | 8             | 5827                     |                      | 10         | 31         | 30         |
| 2002                                                                            | 188 903              | 257 999   | 73.2           | 31         | 24            | 7             | 6093                     |                      | 8          | 29         | 30         |
| 2003                                                                            | 187 379              | 263 772   | 71.0           | 33         | 25            | 8             | 5678                     |                      | 9          | 47         | 30         |
| 2004                                                                            | 206 089              | 266 455   | 77.3           | 35         | 29            | 6             | 5888                     |                      | 7          | 17         | 30         |
| 2006                                                                            | 212 735              | 275 193   | 77.3           | 39         | 33            | 6             | 5454                     |                      | 7          | 27         | 30         |
| 2013                                                                            | 231 000              | 299 000   | 77.3           | 41         | 39            | 2             | 5634                     |                      | 3          | 24         | 32         |
| 2016                                                                            | 207 856              | 304 119   | 68.3           | 44         | 40            | 4             | 4724                     | 1                    | 6          | 30         | 32         |
| 2019                                                                            | 210 760              | 308 436   | 68.3           | 41         | 37            | 4             | 5140                     | 1                    | 5          |            | 33         |
| 2021                                                                            | 215 729              | 313 635   | 68.8           | 46         | 42            | 4             | 4689                     | 1                    | 5          | 12         | 33         |
| 2023                                                                            | 218 000              | 320 000   | 68.1           | 45         | 42            | 3             | 4844                     | 1                    | 3          | 11         | 34         |
| Fuente: Catholic-Hierarchy, que a su vez toma los datos del Anuario Pontificio. |                      |           |                |            |               |               |                          |                      |            |            |            |

## Episcopologio
- Antônio Celso Queiroz † (9 de febrero de 2000-21 de octubre de 2009 retirado)
- Otacílio Luziano Da Silva (21 de octubre de 2009-10 de octubre de 2018 renunció)[nota 1]
- Valdir Mamede (10 de julio de 2019-1 de noviembre de 2023 renunció)[nota 2]
- José Benedito Cardoso, desde el 4 de enero de 2024